# アニメアール
有限会社アニメアールは、アニメ作画・仕上げを手掛ける日本のアニメ制作会社。アニメーターの谷口守泰が主宰。

## 概要・社歴
1970年代末、アニメーターの谷口と村中博美が大阪に設立した作画スタジオがアニメアール（以後、『アール』と表記）である。最初は、谷口と徳永尚和が講師を務めていた大阪デザイナー専門学校の卒業生を現場参加させてスタート。当初、アールは谷口の第1スタジオと村中の第2スタジオに分かれており、同じ一つの部屋の中で谷口と村中のチームがそれぞれ別の作品を担当していた。部屋が狭く、動画や新人には机もないため、それぞれが自宅作業をしていた。その後、スタジオが引っ越す際に村中のチームが名前をスタジオ・ムーと変え、スタジオも分けることになった。2004年頃に仕上げスタッフを立ち上げ、他社からの作画作業を請け負うだけではなく仕上げ作業も請け負うようになった。
1980年代、アニメスタジオの大半が東京を拠点に活動している中、西日本で殆ど唯一アニメーション制作に関わっており、アニメ雑誌で人気の高いサンライズ作品の作画を多く担当したことから、当時のアニメ雑誌でも注目を浴びたスタジオである。ここでアニメのノウハウを学び、現在第一線で活躍中のアニメーターも多い。設立間もない頃のTVアニメ『伝説巨神イデオン』（1980年）では新人の育成の感が否めず苦戦を強いられるが、その中で以後に毛利和昭、貴志夫美子、河村佳江などが成長。特に毛利は、当時の若手アニメーターに多くいた金田伊功フォロワーの中でも、抜きん出たアクション派として頭角を現す。続く『太陽の牙ダグラム』（1981年 - 1983年）でのアールの作画は、一転、毛利の素晴らしいメカアクションと谷口のリアル且つスタイリッシュな人物描写で突出する。これに心酔し、アールの門を叩くのが、後にアニメ映画『人狼 JIN-ROH』（2000年）を監督する沖浦啓之、ボンズ設立に携わる逢坂浩司らである。劇場版『ドキュメント 太陽の牙ダグラム』（1983年）の新作シーンを担当した後、その流れで高橋良輔監督の日本サンライズ（後のサンライズ）製作のリアルロボット物第2弾『装甲騎兵ボトムズ』（1983年 - 1984年） に参加。各話作画監督を担当した谷口の描く、クールさを前面に押し出す意図的なデザイン変更が施された同作の主人公は「谷口キリコ」と呼ばれ、谷口をはじめアール自体が一躍注目を受けるようになる。やがてアールには、当時新鋭の吉田徹、糸島雅彦、日本アニメーションから毛利の友人加瀬政広も加わり、『ボトムズ』の主要エピソードの殆どを担当することになった。

## 参加作品

### テレビアニメ
- SF西遊記スタージンガー （1978年-1979年）
- キャプテン・フューチャー （1978年 - 1979年）
- ザ☆ウルトラマン （1979年）
- サイボーグ009（新）（1979年-1980年）
- 釣りキチ三平 （1980年-1982年）
- 太陽の使者 鉄人28号 （1980年-1981年)
- 伝説巨神イデオン  （1980年-1981年)
- 百獣王ゴライオン   (1981年-1982年)
- 太陽の牙ダグラム （1981年-1983年）
- うる星やつら （1981年-1986年）
- ゲームセンターあらし （1982年)
- 手塚治虫のドン・ドラキュラ （1982年）
- サイボットロボッチ （1982年-1983年）
- さすがの猿飛 （1982年-1984年）
- 未来警察ウラシマン （1983年）
- サイコアーマー・ゴーバリアン （1983年）
- みゆき （1983年-1984年）
- キャプテン翼 （1983年-1986年）
- 装甲騎兵ボトムズ （1983年-1984年）
- 機甲創世記モスピーダ （1983年-1984年）
- プラレス3四郎 （1983年-1984年）
- 超時空騎団サザンクロス （1984年）
- らんぽう （1984年）
- 北斗の拳 （1984年-1987年）
- よろしくメカドック  (1984年-1985年)
- 魔法の妖精ペルシャ （1984年-1985年）
- 重戦機エルガイム （1984年）
- 超攻速ガルビオン （1984年）
- 機甲界ガリアン （1984年-1985年）
- 星銃士ビスマルク （1984年-1985年）
- ふたり鷹 （作1984年）
- 戦え!超ロボット生命体トランスフォーマー （1984年-1987年）
- 超獣機神ダンクーガ （1985年）
- ダーティペア （1985年）
- Thundercats ＜海外合作・日本未公開＞（1985年-1987年)
- 忍者戦士飛影 （1985年-1986年）
- 機動戦士Ζガンダム （1985年-1986年）
- 魔法のスターマジカルエミ （1985年-1986年）
- 蒼き流星SPTレイズナー （1985年-1986年）
- タッチ （1985年-1987年）
- 愛少女ポリアンナ物語 （1986年）
- The Centurions （1986年）
- 魔法のアイドルパステルユーミ（1986年）
- マシンロボ クロノスの大逆襲 （1986年-1987年）
- The Real Ghostbusters ＜海外合作・日本未公開＞（1986年-1988年）
- シティーハンター （1987年）
- 赤い光弾ジリオン   (1987年)
- 愛の若草物語   (1987年)
- ミスター味っ子 （1987年-1989年）
- マンガ日本経済入門 （1987年）
- レモンエンジェル （1987年）
- 機甲戦記ドラグナー  (1987年-1988年)
- 鎧伝サムライトルーパー （1988年-1989年）
- 超音戦士ボーグマン （1988年）
- シティーハンター2 （1988年）
- 美味しんぼ （1988年-1992年）
- シティーハンター3 （1989年）
- ピーターパンの冒険 （1989年）
- 獣神ライガー （1989年-1990年）
- アイドル伝説えり子 （1989年-1990年）
- 魔動王グランゾート  (1989年-1990年）
- アイドル天使ようこそようこ （1990年-1991年）
- 太陽の勇者ファイバード  (1991年-1992年)
- クレヨンしんちゃん（1992年-）
- 元気爆発ガンバルガー  (1992年-1993年）
- 伝説の勇者ダ・ガーン  (1992年-1993年)
- 熱血最強ゴウザウラー （1993年-1994年）
- 勇者特急マイトガイン （1993年-1994年）
- 機動戦士Vガンダム （1993年-1994年）
- レッドバロン  (1994年-1995年)
- 勇者警察ジェイデッカー  (1994年-1995年)
- 機動武闘伝Gガンダム （1994年-1995年）
- 覇王大系リューナイト  (1994年-1995年)
- マクロス7 （1994年-1995年）
- 勇者警察ジェイデッカー （1994年）
- 魔法陣グルグル （1994年-1995年）
- 黄金勇者ゴルドラン  (1995年-1996年）
- H2  (1995年-1996年）
- 新世紀エヴァンゲリオン （1995年-1996年）
- バーチャファイター （1995年-1996年）
- 獣戦士ガルキーバ  (1995年）
- 名犬ラッシー  (1996年）
- るろうに剣心 -明治剣客浪漫譚-  (1996年-1998年)
- 勇者指令ダグオン  (1996年-1997年)
- 逮捕しちゃうぞ  (1996年-1997年)
- 水色時代  (1996年-1997年)
- 名探偵コナン （1996年-）
- 吸血姫 美夕 （1997年-1998年）
- BERSERK  (1997年-1998年)
- 勇者王ガオガイガー （1997年-1998年）
- ケロケロちゃいむ （1997年）
- スーパーフィッシング グランダー武蔵 （1997年）
- セクシーコマンドー外伝 すごいよ!!マサルさん （1998年）
- DTエイトロン （1998年）
- ブレンパワード （1998年）
- サイレントメビウス  (1998年)
- カウボーイビバップ  (1998年）
- ガサラキ （1998年-1999年）
- 快傑蒸気探偵団  (1998年-1999年）
- バブルガムクライシス TOKYO 2040  (1998年-1999年)
- 地球防衛企業ダイ・ガード  (1999年-2000年)
- ∀ガンダム  (1999年-2000年)
- Blue Gender  (1999年-2000年)
- ごぞんじ!月光仮面くん  (1999年-2000年)
- へっぽこ実験アニメーション　エクセル・サーガ  (1999年-2000年)
- 無限のリヴァイアス  (1999年-2000年)
- 超発明BOYカニパン （1999年）
- THE ビッグオー (1999年・2003年)
- ベターマン （1999年）
- 星方天使エンジェルリンクス  (1999年）
- ルパン三世 1$マネーウォーズ (2000年）
- ラブひな (2000年)
- ヴァンドレッド  (2000年)
- 犬夜叉  (2000年-2004年)
- とっとこハム太郎 （2000年-2006年）
- 学校の怪談 （2000年-2001年）
- BRIGADOON まりんとメラン （2000年-2001年）
- アルジェントソーマ  （2000年-2001年）
- 機巧奇傳ヒヲウ戦記  （2000年-2001年)
- フルーツバスケット （2001年）
- ノワール （2001年）
- 地球防衛家族  (2001年)
- ナジカ電撃作戦 （2001年）
- スクライド  (2001年)
- 魔法戦士リウイ  (2001年)
- Cosmic Baton Girl コメットさん☆  (2001年-2002年)
- PROJECT ARMS （2001年-2002年）
- サイボーグ009 THE CYBORG SOLDIER  (2001年-2002年)
- 星のカービィ (2001年-2003年)
- ヒカルの碁 (2001年-2003年)
- 陸上防衛隊まおちゃん  (2002年）
- 最終兵器彼女  (2002年)
- 超重神グラヴィオン  (2002年)
- ラーゼフォン  (2002年)
- フルメタル・パニック!  (2002年)
- 東京ミュウミュウ  (2002年-2003年）
- アーケードゲーマーふぶき  (2002年-2003年）
- 機動戦士ガンダムSEED （2002年-2003年）
- アソボット戦記五九 （2002年-2003年）
- ロックマン エグゼ （2002年-2003年）
- ぷちぷり*ユーシィ （2002年-2003年）
- ヒートガイジェイ （2002年-2003年）
- 真・女神転生Dチルドレン ライト&ダーク （2002年-2003年）
- NARUTO -ナルト- （2002年-2007年）
- GAD GUARD （2003年）
- スクラップド・プリンセス （2003年）
- まぶらほ （2003年-2004年）
- 鋼の錬金術師 （2003年-2004年）
- プラネテス （2003年-2004年）
- クロノクルセイド  (2003年-2004年）
- 神魂合体ゴーダンナー!! (2003年-2004年）
- サムライチャンプルー （2004年）
- ルパン三世 盗まれたルパン 〜コピーキャットは真夏の蝶〜 （2004年)
- 絢爛舞踏祭 ザ・マーズ・デイブレイク （2004年)
- SAMURAI 7 （2004年）
- うた∽かた  (2004年)
- ファンタジックチルドレン  (2004年)
- GANTZ  (2004年)
- 爆裂天使  (2004年)
- 勇午 〜交渉人〜  (2004年)
- GIRLSブラボー （2004年）
- 蒼穹のファフナー  (2004年)
- まっすぐにいこう。 （2004年）
- 頭文字D Fourth Stage （2004年）
- BLEACH （2004年-2012年）
- スクールランブル  (2004年-2005年）
- 機動戦士ガンダムSEED DESTINY （2004年-2005年）
- tactics （2004年-2005年）
- うえきの法則 （2005年-2006年）
- 格闘美神 武龍 （2005年-2006年）
- ふしぎ星の☆ふたご姫 （2005年-2006年）
- ガン×ソード （2005年）
- ピーチガール  (2005年）
- エンジェル・ハート （2005年-2006年）
- フタコイ オルタナティブ  (2005年)
- こいこい7  (2005年）
- こてんこてんこ （2005年-2006年）
- スピードグラファー  (2005年)
- トリニティ・ブラッド  (2005年)
- ぱにぽにだっしゅ! （2005年）
- 絶対少年 （2005年）
- トランスフォーマー ギャラクシーフォース （2005年）
- 地獄少女 （2005年-2006年）
- ブラックキャット （2005年-2006年）
- アイシールド21  (2005年-2008年)
- xxxHOLiC （2006年）
- うたわれるもの （2006年）
- NHKにようこそ!  (2006年)
- ゼーガペイン  (2006年)
- 銀魂 （2006年-）
- ゼロの使い魔 （2006年）
- おとぎ銃士 赤ずきん （2006年）
- あさっての方向。 （2006年）
- ゼロの使い魔  (2006年)
- 009-1 （2006年）
- ふしぎ星の☆ふたご姫 Gyu! （2006年-2007年）
- DEATH NOTE （2006年-2007年）
- ぷるるんっ!しずくちゃん （2006年-）
- ProjectBLUE 地球SOS  (2006年)
- 魔界戦記ディスガイア  (2006年)
- N・H・Kにようこそ! （2006年）
- ネギま!?  (2006年)
- 獣王星  (2006年)
- スパイダーライダーズ 〜オラクルの勇者たち〜 （2006年）
- Oban Star Racers  (2006年)
- RED GARDEN  (2006年-2007年)
- 護くんに女神の祝福を!  (2006年-2007年)
- 天保異聞 妖奇士 （2006年-2007年）
- D.Gray-man （2006年-2008年）
- 東京魔人學園剣風帖 龍龍 （2007年）
- Saint October （2007年）
- アイドルマスター XENOGLOSSIA （2007年）
- 獣装機攻ダンクーガノヴァ （2007年）
- ぼくらの （2007年）
- この青空に約束を― 〜ようこそつぐみ寮へ〜 （2007年）
- ウエルベールの物語 〜Sisters of Wellber〜 （2007年）
- ひとひら （2007年）
- ロミオ×ジュリエット （2007年）
- 桃華月憚 （2007年）
- 瀬戸の花嫁 （2007年）
- スカルマン THE SKULL MAN （2007年）
- 天元突破グレンラガン （2007年）
- ながされて藍蘭島 （2007年）
- プリズム・アーク （2007年）
- 機動戦士ガンダム00  (2007年-2008)
- 月面兎兵器ミーナ （2007年）
- もえたん （2007年)
- オーバードライヴ （2007年)
- REIDEEN （2007年）
- BLUE DROP  (2007年）
- 魔法少女リリカルなのはStrikerS （2007年）
- さよなら絶望先生 （2007年）
- School Days （2007年）
- ムシウタ （2007年）
- 鋼鉄神ジーグ （2007年）
- アヤカシ （2007年）
- 神霊狩  (2007年-2008)
- レンタルマギカ  (2007年-2008)
- 獣神演武  (2007年-2008)
- ひぐらしのなく頃に解 （2007年）
- スケッチブック 〜full color's〜 （2007年）
- コードギアス 反逆のルルーシュ （2006年-2007年）
- 黒塚 KUROZUKA （2008年）
- RD 潜脳調査室 （2008年)
- 鉄のラインバレル （2008年)
- あかね色に染まる坂 （2008年)
- 隠の王 （2008年)
- かんなぎ （2008年)
- セキレイ  (2008年)
- かのこん  (2008年)
- モノクローム・ファクター （2008年)
- ウルトラヴァイオレットコード044  (2008年)
- 俗・さよなら絶望先生 （2008年）
- とらドラ!  (2008年-2009年)
- ミチコとハッチン  (2008年-2009年)
- けんぷファー （2009年）
- 宙のまにまに （2009年）
- キディ・ガーランド  (2009年)
- 宇宙をかける少女  (2009年)
- バスカッシュ!  (2009年)
- 聖剣の刀鍛冶  (2009年)
- かなめも  (2009年)
- CANAAN  (2009年)
- 黒神 The Animation  (2009年)
- 明日のよいち!  (2009年)
- よくわかる現代魔法  (2009年)
- ティアーズ・トゥ・ティアラ  (2009年)
- FAIRY TAIL (2009年-2013年)
- 学園黙示録 HIGHSCHOOL OF THE DEAD  (2010年)
- STAR DRIVER 輝きのタクト （2010年)
- さらい屋 五葉 （2010年)
- ダンス イン ザ ヴァンパイアバンド （2010年)
- WORKING!!  (2010年)
- デジモンクロスウォーズ  (2010年-2011年)
- Transformers Animated <未公開> (2010年)
- 刀語  (2010年)
- スーパーロボット大戦OG -ジ・インスペクター-  (2010年-2011年)
- Rio RainbowGate!  (2011年)
- セイクリッドセブン  (2011年)
- ロウきゅーぶ!  (2011年)
- レベルE  (2011年)
- うさぎドロップ  (2011年)
- IS 〈インフィニット・ストラトス〉  (2011年)
- TIGER & BUNNY  (2011年)
- いつか天魔の黒ウサギ  (2011年)
- これはゾンビですか?
- 遊☆戯☆王ZEXAL  (2011年)
- ダンタリアンの書架  (2011年)
- デッドマン・ワンダーランド  (2011年)
- THE IDOLM@STER （2011年)
- 魔法少女まどか★マギカ  (2011年)
- べるぜバブ  (2011年-2012年)
- ギルティクラウン  (2011年-2012年)
- 青の祓魔師  (2011年)
- Aチャンネル  (2011年)
- ハンター×ハンター  (2011年-2014年)
- 機動戦士ガンダムAGE  (2011年-2012年)
- ZETMAN  (2012年)
- つり球 (2012年)
- イクシオン サーガ DT  (2012年)
- エウレカセブンAO  (2012年)
- 聖闘士星矢Ω  (2012年-2014年)
- AKB0048  (2012年)
- 人類は衰退しました  (2012年)
- モーレツ宇宙海賊  (2012年)
- ヨルムンガンド  (2012年)
- アクセル・ワールド  (2012年)
- ガールズ&パンツァー  (2012年-2013年)
- ソードアート・オンライン  (2012年)
- 織田信奈の野望  (2012年)
- PSYCHO-PASS サイコパス  (2012年-2013年)
- 超速変形ジャイロゼッター  (2012年-2013年)
- 戦姫絶唱シンフォギア  (2012年-2013年)
- 革命機ヴァルヴレイヴ  (2013年)
- アムネシア  (2013年)
- 機巧少女は傷つかない  (2013年)
- Fate/kaleid liner プリズマ☆イリヤ  (2013年)
- 進撃の巨人  (2013年)
- キューティクル探偵因幡  (2013年)
- THE UNLIMITED 兵部京介  (2013年)
- 閃乱カグラ  (2013年)
- ダンガンロンパ 希望の学園と絶望の高校生 The Animation  (2013年)
- ガイストクラッシャー  (2013年)
- 恋愛ラボ  (2013年)
- 惡の華  (2013年)
- 琴浦さん  (2013年)
- WHITE ALBUM2  (2013年)
- ダイヤのA  (2013年-)
- 問題児たちが異世界から来るそうですよ?  (2013年)
- 俺の妹がこんなに可愛いわけがない。  (2013年)
- まおゆう魔王勇者  (2013年)
- 神さまのいない日曜日  (2013年)
- 琴浦さん  (2013年)
- カーニヴァル  (2013年)
- 宮河家の空腹  (2013年)
- 探検ドリランド -1000年の真宝-  (2013年)
- デート・ア・ライブ  (2013年)
- ステラ女学院高等科C3部  (2013年)
- ガンダムビルドファイターズ  (2013年-2014年)
- 東京レイヴンズ  (2013年-2014年)
- 弱虫ペダル (2013年-2014年)
- ウィザード・バリスターズ 弁魔士セシル  (2014年)
- 鬼灯の冷徹  (2014年)
- 幕末Rock  (2014年)
- いなり、こんこん、恋いろは。  (2014年)
- バディ・コンプレックス  (2014年)
- スペース☆ダンディ  (2014年)
- 極黒のブリュンヒルデ  (2014年)
- 鬼灯の冷徹  (2014年)
- ノブナガ・ザ・フール  (2014年)
- のうりん  (2014年)
- LOVE STAGE!!  (2014年)
- M3〜ソノ黒キ鋼〜  (2014年)
- 最近、妹のようすがちょっとおかしいんだが。  (2014年)
- ハマトラ  (2014年)
- メカクシティアクターズ  (2014年)
- ノラガミ  (2014年)
- 桜Trick  (2014年)
- ハイキュー!!  (2014年)
- ブラック・ブレット  (2014年)
- 白銀の意思 アルジェヴォルン  (2014年)
- ご注文はうさぎですか?  (2014年)
- グラスリップ  (2014年)
- モモキュンソード  (2014年)
- 少年ハリウッド -HOLLY STAGE FOR 49-  (2014年)
- ドラゴンコレクション  (2014年)
- オオカミ少女と黒王子  (2014年)
- クロスアンジュ 天使と竜の輪舞  (2014年)
- selector spread WIXOSS  (2014年)
- テラフォーマーズ  (2014年)
- ガンダム Gのレコンギスタ  (2014年-2015年)
- 銃皇無尽のファフニール  (2015年)
- 美男高校地球防衛部LOVE!  (2015年)
- ニンジャスレイヤー フロムアニメイシヨン  (2015年)
- 暗殺教室  (2015年)
- 血界戦線  (2015年)
- オーバーロード  (2015年)
- グリザイアの楽園  (2015年)
- Classroom☆Crisis  (2015年)
- GATE（ゲート） 自衛隊 彼の地にて、斯く戦えり  (2015年)
- アクエリオンロゴス  (2015年)
- それが声優!  (2015年)
- 城下町のダンデライオン  (2015年)
- ワンパンマン  (2015年)
- 機動戦士ガンダム 鉄血のオルフェンズ  (2015年-2017年)
- フラワーリングハート  (2016年)
- 境界のRINNE <未公開> (2016年)
- モブサイコ100  (2016年)
- Re:CREATORS  (2017年)
- プリンセス・プリンシパル  (2017年)
- 天使の3P!  (2017年)
- ゲーマーズ!  (2017年)
- ROBOMASTERS THE ANIMATED SERIES  (2017年)
- TSUKIPRO THE ANIMATION (2017年)
- ブラッククローバー  (2017年-2018年)
- 恋は雨上がりのように  (2018年)
- ヒナまつり  (2018年)
- グラゼニ  (2018年)
- ソードアート・オンライン オルタナティブ ガンゲイル・オンライン  (2018年)

他多数参加

### OVA
- 装甲騎兵ボトムズ ザ・ラストレッドショルダー（1985年）
- 幻夢戦記レダ （1985年）
- ドリームハンターレム （1985年）
- ドリームハンター麗夢スペシャルバージョン 惨夢、甦る死神博士 （1985年）
- 軽井沢シンドローム （1986年）
- ウインダリア （1986年）
- 蒼き流星SPTレイズナー ACT-III 刻印2000（1986年）
- バイオレンスジャック ハーレムボンバー編 （1986年）
- ドリームハンター麗夢II 聖美神学園の妖夢 （1986年）
- トゥインクルハート 銀河系までとどかない （1986年）
- 超時空ロマネスク サミー MISSING・99 （1986年）
- バイオレンス ジャック 〜ハーレム・ボンバー編〜 （1986年）
- ドリームハンター麗夢III 夢隠 首なし武者伝説 （1987年）
- ブラックマジック M-66 （1987年）
- グッドモーニング アルテア （1987年）
- ロボットカーニバル 明治からくり文明奇譚〜紅毛人襲来之巻〜 （1987年）
- NEWドリームハンター麗夢 殺戮の夢幻迷宮 （1987年）
- 魔境外伝レディウス （1987年）
- New Story of Aura Battler DUNBINE （1988年）
- キャプテンパワー  (1988年）
- 機甲猟兵メロウリンク  (1988年）
- メタルスキンパニック MADOX-01  (1988年）
- 装甲騎兵ボトムズ サンサ・クエント（1988年）
- 機甲猟兵メロウリンク （1988年-1989年）
- 超獣機神ダンクーガ 白熱の終章  (1989年）
- 機動戦士ガンダム0080 ポケットの中の戦争  (1989年）
- アリーズ -神話の星座宮- （1990年）
- 電脳都市OEDO808 （1990年-1991年）
- カプリコン （1991年）
- おたくのビデオ （1991年）
- 創竜伝 （1991年-1993年）
- スケバン刑事 誕生編 （1991年）
- 機動戦士ガンダム0083 STARDUST MEMORY （1991年-1992年）
- BASTARD!! -暗黒の破壊神- （1991年-1993年）
- ドラゴンスレイヤー英雄伝説 王子の旅立ち  (1992年)
- 万能文化猫娘  (1992年)
- ジャイアントロボ THE ANIMATION -地球が静止する日 (1992年-1998年)
- ザ・コクピット 音速雷撃隊 （1993年）
- ブラック・ジャック (1993年-)
- 装甲騎兵ボトムズ 赫奕たる異端 （1994年）
- BOUNTY DOG/月面のイブ  （1994年）
- ダーティペア FLASH （1994年-1996年)
- 青空少女隊 （1994年-1996年）
- 魔法少女プリティサミー （1995年-1997年）
- 新海底軍艦 （1996年-1997年）
- ほんとにあった学校怪談 （1996年）
- ヴァリアブル・ジオ （1996年）
- ツインシグナル （1996年）
- サンクチュアリ （1996年）
- 機動戦士ガンダム 第08MS小隊（1996年 - 1999年）
- ヴァリアブル・ジオ（1996年-1997年）
- 厄災仔寵 （1997年）
- ぶっとび!!CPU （1997年）
- AIKa（アイカ）  (1997年-1999年）
- ジオブリーダーズ (1998年）
- てなもんやボイジャーズ  (1999年)
- 天使禁猟区 (2000年）
- エクスドライバー <未公開> (2000年)
- 勇者王ガオガイガーFINAL (2000年-2003年)
- Z.O.E 2167 IDOLO （2001年）
- うさぎちゃんでCue!! （2001年-2002年）
- 朝霧の巫女 （2002年）
- マクロスゼロ （2002年）
- アーリーレインズ  (2003年)
- アニマトリックス  (2003年)
- くじびきアンバランス (2004年)
- エンジェルブレイド パニッシュ! (2004年-2005年)
- 魔法少女隊アルス the Adventure (2007年)
- デトロイト・メタル・シティ  (2008年)
- ファースト・スクワッド  (2008年)
- ひぐらしのなく頃に礼 （2009年）
- ブラック★ロックシューター (2009年)
- 機動戦士ガンダムUC (2010年-2014年)
- Black Lagoon: Roberta's Blood Trail (2010年)
- あそびにいくヨ! (2011年)
- 参乗合体 トランスフォーマーGo! <未公開> (2013年)

他多数参加

### 劇場アニメ
- 伝説巨神イデオン 接触篇 （1982年）
- 伝説巨神イデオン 発動篇 （1982年）
- ドキュメント太陽の牙ダグラム （1983年）
- 戦国魔神ゴーショーグン 時の異邦人 (1985年)
- 日本サンライズ・アニメフェスティバル 装甲騎兵ボトムズ ザ・ラストレッドショルダー （1986年）
- 11人いる! （1986年）
- トランスフォーマー ザ・ムービー The Transformers: The Movie （1986年）
- バツ&テリー （1987年）
- AKIRA （1988年）
- 機動戦士ガンダム 逆襲のシャア （1988年）
- ファイブスター物語 （1989年）
- ギャラガ HYPER-PSYCHIC-GEO GARAGA （1989年）
- シティーハンター ベイシティーウォーズ （1990年）
- ミルキィパッション 道玄坂・愛の城 （1990年）
- 創竜伝 （1991年）
- 機動戦士ガンダム0083 ジオンの残光 （1992年）
- MEMORIES 彼女の想いで （1995年）
- ルパン三世 DEAD OR ALIVE  (1996年）
- 人狼 JIN-ROH （1998年）
- スプリガン （1998年）
- BLOOD THE LAST VAMPIRE （1999年）
- イノセンス （2004年）
- ドラえもん のび太のワンニャン時空伝 （2004年）
- マインド・ゲーム （2004年）
- 劇場版xxxHOLiC 真夏ノ夜ノ夢 （2005年）
- 鉄コン筋クリート （2006年）
- どうぶつの森 （2006年）
- ヱヴァンゲリヲン新劇場版:序 （2007年）
- スカイ・クロラ (2008年）
- Fate/stay Night: Unlimited Blade Works  (2010年）
- 劇場版 魔法先生ネギま! ANIME FINAL （2011年）
- ももへの手紙 （2011年）
- とある飛空士への追憶 （2011年）
- ポケモン・ザ・ムービーXY 光輪の超魔神 フーパ（2015年）
- クレヨンしんちゃん 襲来!!宇宙人シリリ（2017年）

### ビデオゲーム
- ヴァリアブル・ジオ (1993年)
- ADVANCED ヴァリアブル・ジオ (1996年)
- ヘキサムーン・ガーディアンズ (2000年)
- テイルズ オブ シンフォニア (2003年)

### その他
- 劇団カッパ座のミュージカル作品、アニメーション担当

他多数参加

## 関連人物
- 糸島雅彦
- 井上哲
- 井上みゆき
- 逢坂浩司
- 沖浦啓之
- 海堂浩幸
- 加瀬政広
- 河村佳江
- 貴志夫美子
- 黄瀬和哉
- 木村貴宏
- 光田史亮

- 児玉健二
- 小森高博
- さのえり
- 志村泉
- 高井浩一
- 谷口守泰
- 津熊健徳
- 中澤勇一
- 中谷誠一
- 中本尚子（中本尚）
- 西田亜沙子
- 濱川修二郎 (Shuzilow.HA)

- 原田大基
- 松坂定俊
- 村中博美
- 毛利和昭
- 森下博光
- 森田岳士
- 柳沢まさひで
- 山本佐和子
- 吉田徹
- 吉本拓二